# Административно деление на Тайланд
Кралство Тайланд е разделено на 75 провинции (чангвати), които са географски групирани в 6 региона. Столицата Бангкок е администрирана като 76-а провинция. Имената на провинциите съвпадат с имената на техните столици.
Всяка тайландска провинция има свой управител, назначен от Министерството на вътрешните работи на страната. Единственото изключение е Бангкок, чийто управител се избира от населението.
Сонгкла, Чон Бури и Прачуап Кири Кан са единствените провинциии, чиито столици не са най-големите градове в тях. Провинция Бангкок е провинцията с най-голямо население и най-голяма гъстота на населението. Най-голямата провинция по площ е Након Ратчасима, а най-малката е Самут Сонгкрам. Най-малко население има провинция Ранонг, а най-малка гъстота на населението има провинция Мае Ханг Сон (данни от 2000).
75-те провинции са разделени на общо 877 района (амфое). 76-ата провинция, която обхваща столицата на страната Бангкок, е разделена на 50 района. От своя страна районите на страната са поделени на подрайони (тамбони) и села (мубан).
Провинциите са:
| - Чианг Май - Чианг Рай - Кампаенг Пет - Лампанг - Лампхун - Мае Хонг Сон - Након Саван - Нан - Фаяо - Фетчабун - Фичит - Фитсанулок - Фрае - Сукотаи - Так | - Утай Тани - Уттарадит - Амнат Чароен - Бури Рам - Чайяфун - Каласин - Кхон Каен - Лоеи - Маха Саракам - Мукдахан - Након Фаном - Након Ратчасима - Нонгбуа Ламфу - Нонг Каи - Рой Ет | - Сакон Након - Сисакет - Сурин - Убон Ратчатани - Удон Тани - Ясотон - Анг Тонг - Чайнат - Канчанабури - Лопбури - Након Найок - Након Патом - Нонтабури - Патум Тани - Петчабури | - Аютая - Прачуап Кири Кан - Ратчабури - Самут Пракан - Самут Сакон - Самут Сонгкрам - Сарабури - Синг Бури - Суфанабури - Чачънгсао - Чантабури - Чонбури - Прачинбури - Районг - Са Каео | - Трат - Чумфон - Краби - Након си Таммарат - Наратхиуат - Патани - Панг Нга - Фаталунг - Пукет - Ранонг - Сатун - Сонгкла - Сурат Тани - Транг - Яла |